# Сокол (станция Дальневосточной железной дороги)
Со́кол — железнодорожная станция Сахалинского региона Дальневосточной железной дороги. Названа по одноимённому селу. До 1 июня 2019 года была узловой. 

## История
Станция открыта в 1911 году в составе пускового участка Южно-Сахалинск — Долинск. Вскоре от станции была проложено ответвление до Быкова. До 1946 года называлась Отани (яп. 大谷).
31 мая 2019 года в связи с отказом РЖД от перешивки малодеятельной ветки Сокол — Быков ответвление на Быков было закрыто, станция перестала быть узловой.

## Деятельность
По параграфу станция способна осуществлять небольшие грузовые отправления со складов и на открытых площадках.

Пассажирское сообщение по станции представлено всеми поездами дальнего следования, курсирующими от Южно-Сахалинска (кроме поезда № 001/002)

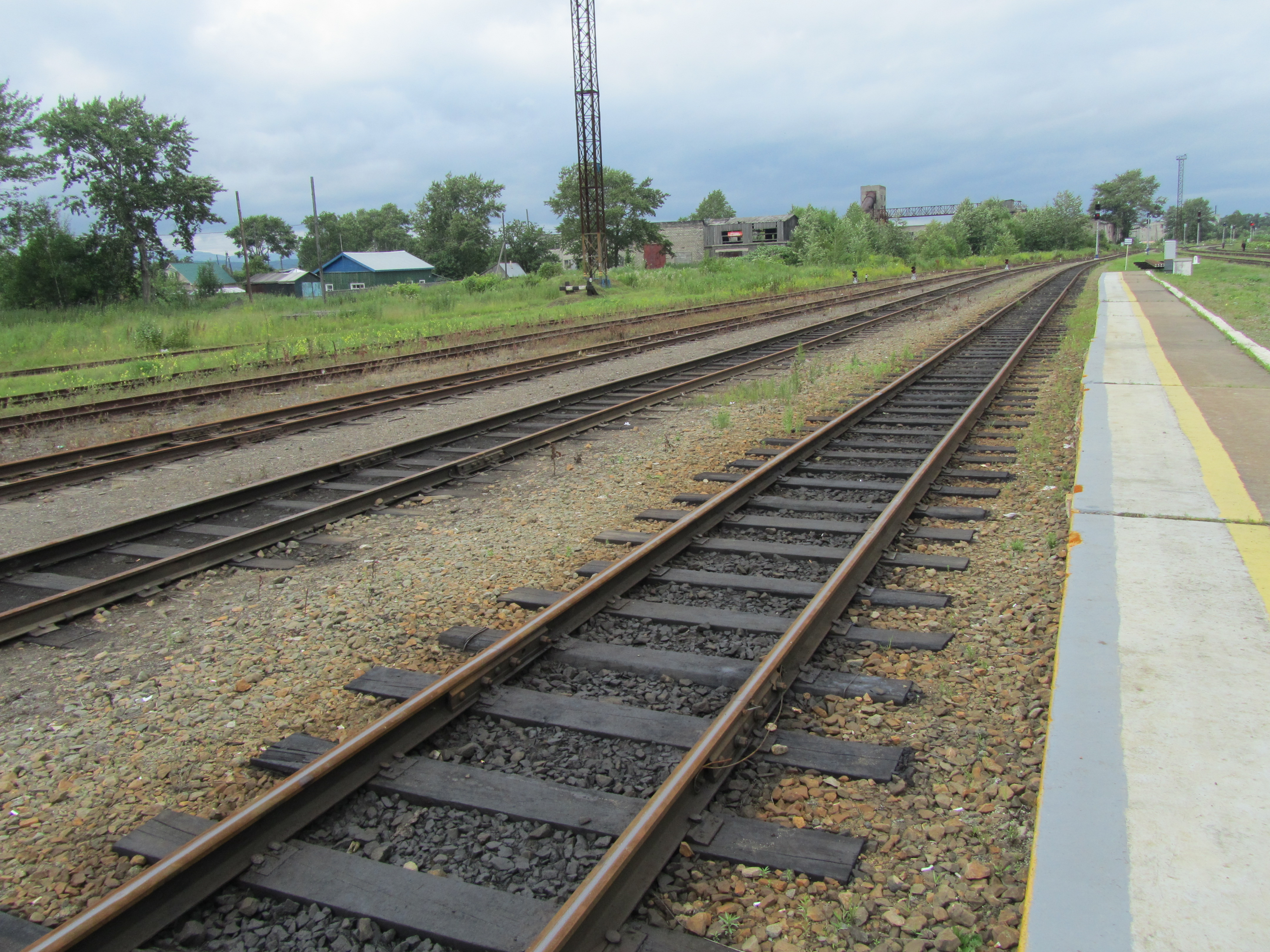
Платформа 2, Ветка Сокол-Быков, в сторону Быкова
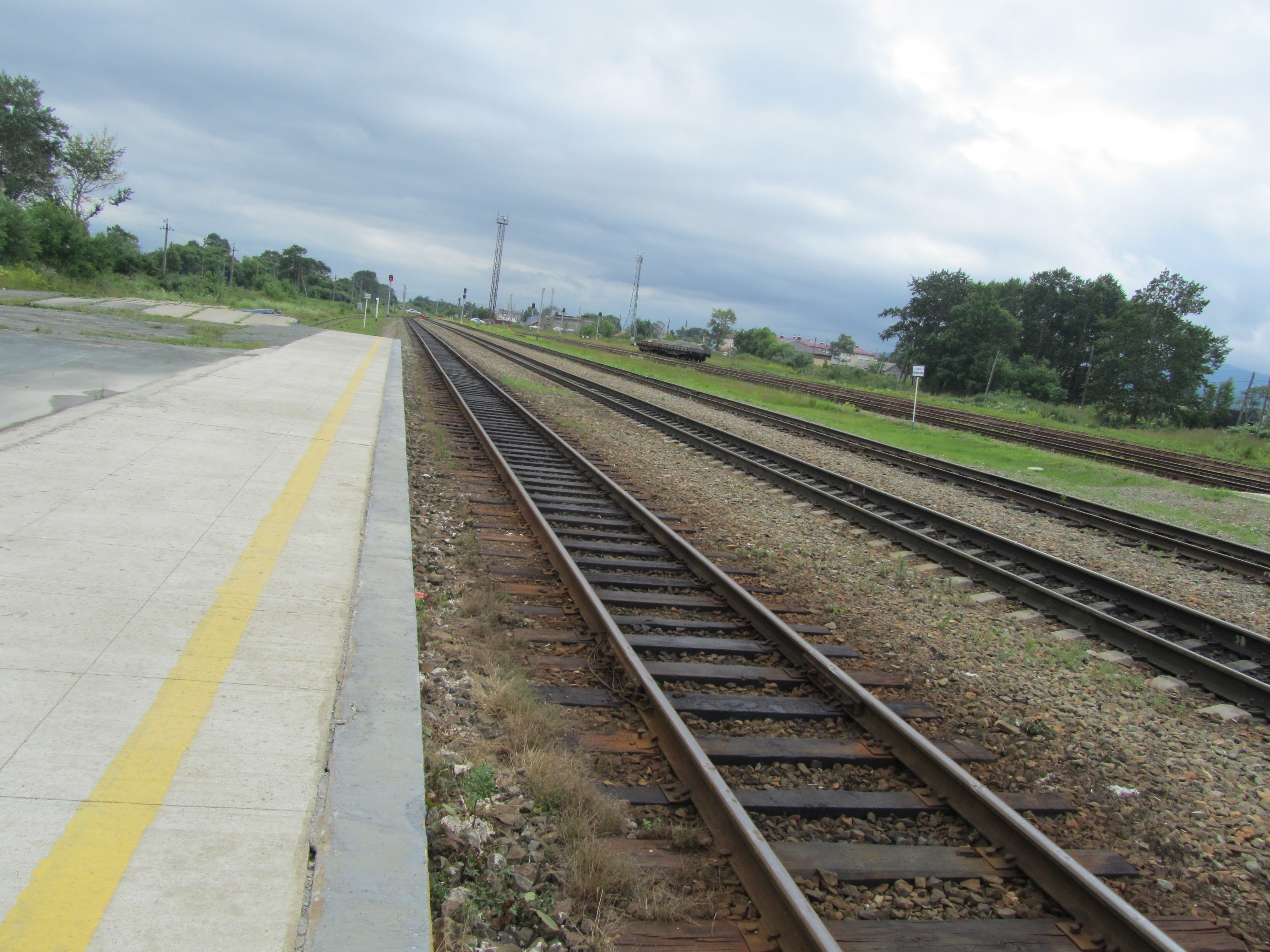
Платформа 1, Линия Корсаков-Ноглики, в сторону Корсакова
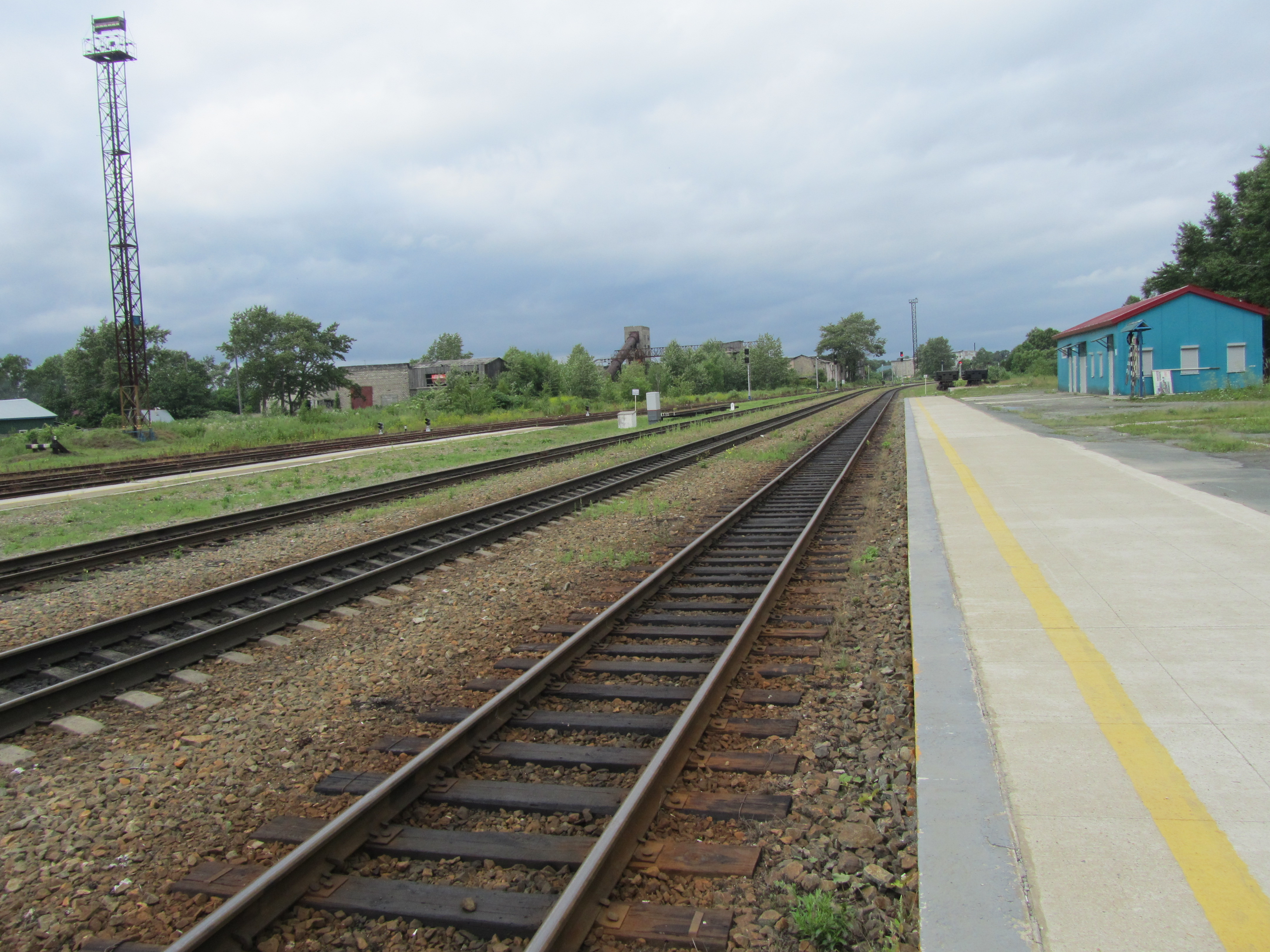
Платформа 1, Линия Корсаков-Ноглики, в сторону Ногликов